# Rudolf J. Schmitt
Rudolf J. Schmitt (* 25. November 1925 in Nürnberg; † 17. Dezember 2016 in Berlin) war ein deutscher Grafikdesigner und Maler.

## Leben und Werk
Rudolf J. Schmitt machte zunächst eine Lehre als Schriftlithograph in Nürnberg und absolvierte dort bis 1950 eine Mal- und Zeichenausbildung an der Fachoberschule. Anschließend arbeitete er bei der Exhibition Section HICOG in Nürnberg. Seit 1952 war er als freier Grafiker tätig, ab 1954 lebte er in Berlin.
Seit Mitte der 1950er bis in die 1970er Jahre erlangte er Aufmerksamkeit durch die Gestaltung von Anzeigenserien, Plakaten und Ausstellungen für die Firma Eternit. Seit 1965 widmete sich Rudolf J. Schmitt im Auftrag des Berliner Senats in enger Zusammenarbeit mit Anton Stankowski der Ausarbeitung und schrittweisen Umsetzung des „Berlin Layout“. Stankowski und Schmitt wurden hierfür u. a. im Rahmen von „Typomundus  20“ seitens des ICTA ausgezeichnet.
Zwischen 1978 und 1987 übernahm Rudolf J. Schmitt als Redaktionsmitglied die Gestaltung der Zeitschrift Werk und Zeit des Deutschen Werkbunds und prägte sie durch seine „typografische Bildgestaltung“. Seit 1980 bis in die 1990er Jahre gestaltete er zudem viele Publikationen für CEDEFOP und entwickelte dazu eine Reihe ungewöhnlicher Informationsgrafiken und Visualisierungen.
Ein weiterer Arbeitsschwerpunkt von Rudolf J. Schmitt waren räumliche Orientierungssysteme u. a. für das US Army Hospital in Berlin, für das Wissenschaftszentrum Berlin (WZB) sowie das Max-Delbrück-Centrum (MDC) in Berlin Buch. Außerdem wurden von ihm eine Vielzahl von Buchumschlägen, Publikationsreihen, Theater-, Museums- und anderen Kulturplakaten, Ausstellungen, Kataloge, Signets und Erscheinungsbilder gestaltet.

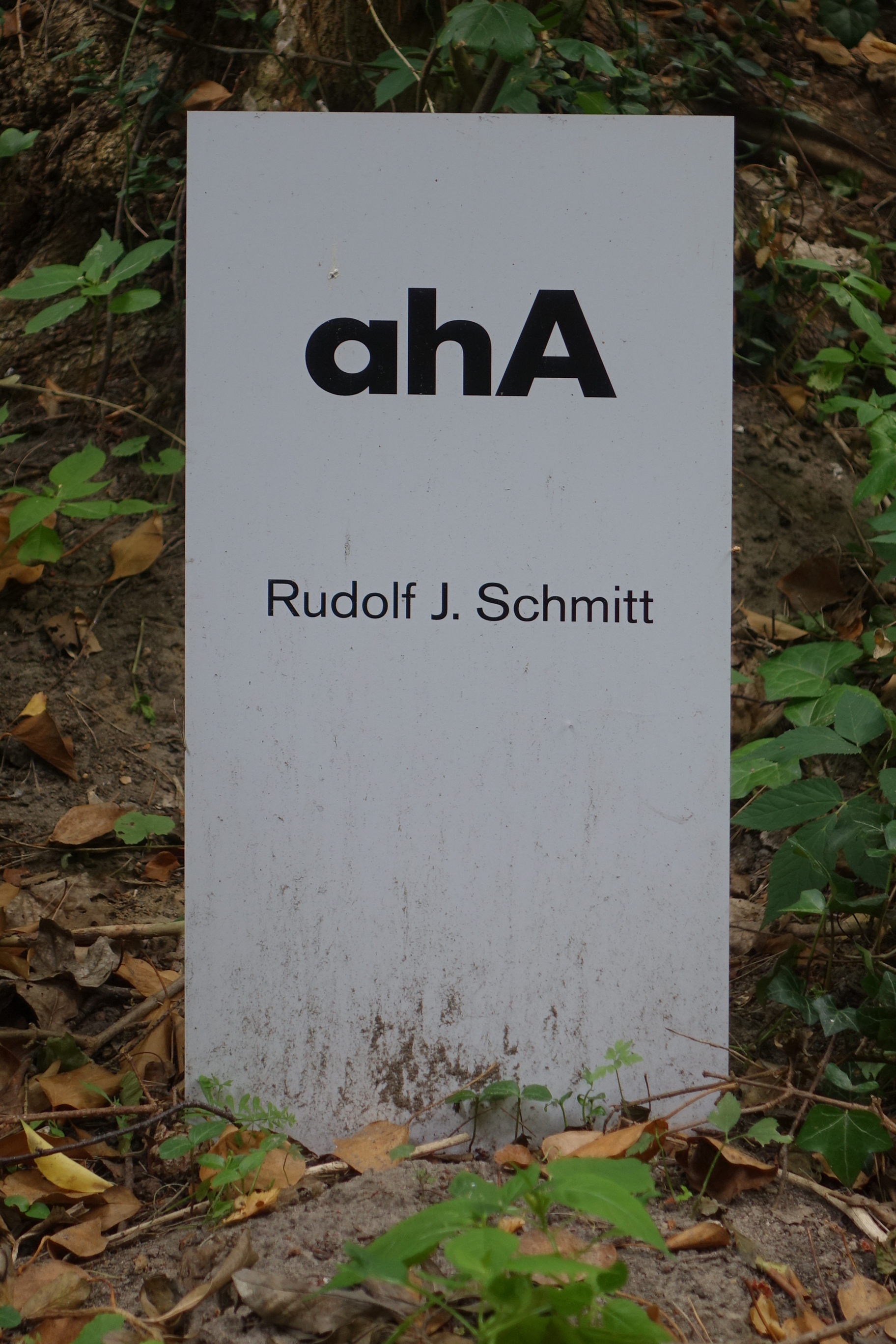
Grab von Rudolf J. Schmitt auf dem Friedhof Heerstraße in Berlin-Westend

Er war Ehrenmitglied des BDG und seit dessen Gründung dem IDZ Berlin verbunden.
Rudolf J. Schmitt starb im Dezember 2016 im Alter von 91 Jahren in Berlin. Die Trauerfeier fand am 9. Januar 2017 im Krematorium Berlin-Baumschulenweg statt. Die Beisetzung der Urne erfolgte auf dem landeseigenen Friedhof Heerstraße in Berlin-Westend (Grablage: II-W-C-12).

## Gestaltungsphilosophie
Rudolf J. Schmitt beschrieb seine Auffassung zur Gebrauchsgrafik rückblickend im Jahr 1976: 
„Ich mindere nicht das Verdienst meiner Lehrer, wenn ich sage dass ich die entscheidenden Impulse für meine Arbeit nach dem Studium in der projektbezogenen theoretischen und praktischen Zusammenarbeit erworben habe. Mit Architekten, in- und ausländischen Kollegen, Wissenschaftlern und Technikern.
Chance der Zeit (1950), eigenes Wollen oder einfach glückliche Situation? Diese Frage könnte ich nicht beantworten.
Die Einfachheit ist für mich ein ästhetisches Kriterium. Das Volumen ist für mich wichtig und die Dynamik und Statik im Gegensatz zu dem jeweiligen Umfeld. Unter Einbeziehung der Zeit soll der Zusammenhang des Ganzen sichtbar werden. Das aufbauen auf dem Vorhergegangenen und der Ansatzpunkt für die Weiterentwicklung sind für meine Arbeit bestimmend. Der Augenblick ist für mich eine Bewegung zwischen zwei Punkten.“
Anton Stankowski charakterisierte die Arbeit Schmitts im Gespräch mit Gina Angress im Jahr 1995:
„... Der hat eben keine Grenzen gesehen zwischen den einzelnen Künsten. Schmitt war immer hintergründig und liebenswert zugleich. Vielseitig in der Konzeption, variabel in der Ausführung. Ist ein Grübler und Tüftler und ein Systematiker. War so besessen von dem Beruf wie wenige. Deshalb ist er wohl auch zu einem führenden Grafiker in Deutschland geworden. ...“

## Veröffentlichungen und Ausstellungen
1. grafik-design: r.j.schmitt; bearbeitet von Klaus Popitz und Rudolf J. Schmitt. Kunstbibliothek Berlin, Staatliche Museen Preußischer Kulturbesitz, Berlin 1975, 40 Seiten (Kataloge der gebrauchsgraphischen Sammlungen in der Kunstbibliothek; 7) – erschienen anlässlich der Ausstellung in der Kunstbibliothek Berlin vom 28. Februar bis 31. Mai 1975
2. ahA – Ordnung visuell, Grafik, Design  Rudolf J. Schmitt; Herausgeber: Rudolf Stegers, mit Beiträgen von Angela Schönberger, Erik Spiekermann, Rainer Höynck, Joost Bottema, Anton Stankowski / Gina Angress, Eckhard Neumann, Günter Gerhard Lange, Günter Höhne, Tübingen und Berlin, Wasmuth 1995. 77 Blätter, überwiegend mit Illustrationen, graphische Darstellungen, Werkverzeichnis. ISBN 3-8030-2504-4 – erschienen anlässlich der gleichnamigen Ausstellung vom 7. Dezember 1995 bis 26. Januar 1996 im Internationalen Designzentrum Berlin
3. Oasen in der Grauzone, Eternit + Design Rudolf J. Schmitt (1955–1975); Herausgeber: Eternit AG, mit Beiträgen von Helga Schmidt-Thomsen und Jan R. Krause; Berlin 2004 – erschienen anlässlich der Ausstellung „Oasen in der Grauzone – Rudolf J. Schmitt + Eternit“ in der Galerie des Deutschen Werkbundes Berlin vom 21. April 2004 bis 4. Juni 2004